# Железопътен възел Русе
Гара Русе (по-късно Русе-изток, днес Музей на транспорта) е първата железопътна гара в днешните български земи, построена и открита с железопътната линия Русе – Варна през 1866 г. Приемното здание е построено успоредно на коловозите, въпреки че е начална гара. Намира се непосредствено до река Дунав в източната част на града. Разположението и до брега на река Дунав е за улесняване на прехвърлянето на пътници и товари от кораби в посока Варна и обратно.
През 1900 г., след влизането в експлоатация на линията Русе – Търново, започва изграждането на железопътен възел Русе. За обслужване на пътниците от южните райони на града по линията за Горна Оряховица се открива втора гара – Русе-халта (Русе-юг), с 2 коловоза с полезна дължина 220 m.
Развитието на железопътния възел Русе е пряко свързано и с развитието на Пристанище Русе. Първоначално то се намира на кейовата стена пред гара Русе-изток. С увеличаване на товарооборота по р. Дунав кейовата стена се удължава и едновременно с това се увеличава и коловозното развитие на пристанището.
Към 1916 г. се построява разтоварището „Военна рампа“, което се използва освен за обслужване на близките казарми, така и намиращите се в съседство фабрики.
През 1928 г. се изгражда Пристанище Русе-запад и в лимана на старото устие на река Русенски Лом се създава т. нар. вътрешно или зимно пристанище. Във връзка с неговото обслужване през 1928 г. се създава железопътна гара Русе-товарна (по-късно Русе-запад). Гарата е свързана освен с Русе-изток и с линията в посока Горна Оряховица след моста над р. Русенски Лом чрез новият Разделен пост „Доростол“. Гарата обслужва двата района на пристанището и от нея започват и завършват движението си всички товарни влакове от и за Горна Оряховица и Каспичан. Обслужват се и намиращите се в района промишлени предприятия, включително корабостроителницата, както и фериботът Русе – Гюргево от 1935 г.
През 1931 г. се въвежда в експлоатация и пътническа гара Русе-пристанище. Тя е близо до центъра на града и до пътническото пристанище на река Дунав. Удобна е за прехвърляне на пътници, багажи, колети и поща от влак на кораб и обратно. След 1954 г. пристанищната дейност на кейовата стена между гарите Русе-изток и Русе-пристанище се преустановява и се съсредоточава западно от зимното пристанище. В градоустройствения план се запазва железопътната връзка край р. Дунав за свързване, на западния железопътен район с източния. Всички претоварни коловози край старото пристанище са демонтирани и на тяхно място се изгражда крайречна градска градина.
С построяването на Дунав мост целият пътнически трафик на Русе се съсредоточава в гара Русе-пътническа, построена на мястото на старата гара Русе-халта. Пътническите гари Русе-изток и Русе-пристанище се закриват към 1960 г. Пътниците, които се прехвърлят от влак на кораб и обратно започват да използват градския транспорт.
През 1966 г. в бившата гара Русе-изток се открива Националният музей на транспорта и съобщенията, а коловозите и се използват за експозицията на открито. В източната част на бившата гара се запазва разделен пост 12, който е подчинен оперативно на гара Русе-запад до закриването си през 2014 г. Постът обслужва маневрения район на част от предприятията в източната промишлена зона, локомотивния и вагонен завод и връзката с товарна гара Русе до демонтирането ѝ през 1990-те години.
Едновременно с Русе-пътническа за обработка на товарите, пристигащи от Дунав мост, се строи и нова гара – Русе-разпределителна, съоръжена с полугърбица и осигурителна инсталация. Тя е основна част от железопътен възел Русе – чрез нея се осъществява връзката между Дунав мост, Русе-север, Русе-изток разпределителна и направлението към Образцов чифлик (чрез разделен пост „Дунав“), товарна гара, ЛВЗ, локомотивното и вагонното депа, Русе-пътническа и Русе-запад (и направлението към Горна Оряховица). Гарата обслужва и много предприятия от Източната промишлена зона (Захарен завод – Русе, ТЕЦ „Русе Изток“ и други).
Към 1960 г. е завършено строителството на нова товарна гара Русе, намираща се между бившата гара Русе-изток и Русе-разпределителна. Тя обслужва складовата зона на града („Търговия на едро“, „Булгарплод“, „Химснаб“ и други), свързана е и с локомотивното депо. Старата товарна гара в западната част на града се запазва и едва тогава получава името гара Русе-запад. Железопътната връзка между гара Русе-изток и разтоварище „Военна рампа“ се демонтира, а остава само до товарна гара.
Към 1970 г. вече е в експлоатация новото пристанище „Русе Изток“ до Дунав мост. Тогава е открита и гара Русе-север. Освен пристанището гарата обслужва и маневрения район на бившия комбинат за тежко машиностроене (днес собственост на Булмаркет ДМ). Едновременно с това влиза в експлоатация и новата гара Русе-изток разпределителна, предназначена за обработка на вагоните с товари от внос. Съоръжена е с маршрутно-релейна и гърбична автоматична централизация. Тя има директни връзки с новото пристанище (Русе-север), с Дунав мост, с гара Русе-разпределителна и с линията Русе – Каспичан. На гара Русе-разпределителна остава обработката на вагоните с товари за износ и за възел Русе.
През 1992 г. настъпилата криза в икономиката на България и спадът в товарооборота налага закриването на гара Русе-изток разпределителна. Остават в експлоатация пост 1 (разделен пост „Дунав“) и пост 3 (обслужван от пост „Дунав“) от нея за осъществяване на връзките между гарите. Пост 2 е закрит – намирал се е на демонтираната връзка на гара Русе-изток разпределителна с Дунав мост и Русе-север.
Предвижда се бъдещият интермодален терминал – Русе да бъде построен на мястото на бившата гара Русе-изток разпределителна.